# راین کراس‌رودز (آلاباما)
راین کراس‌رودز (به انگلیسی: Ryan Crossroads) یک منطقهٔ مسکونی در ایالات متحده آمریکا است که در آلاباما واقع شده‌است. راین کراس‌رودز ۳۲۹ متر بالاتر از سطح دریا واقع شده‌است.